# Линь Лиго
Линь Лиго (кит. 林立果; 23 декабря 1945 — 13 сентября 1971) — китайский военный, сын маршала Линь Бяо. Руководитель оперативного отдела командования ВВС НОАК. Участник «заговора Линь Бяо» 1971 года. Погиб в авиакатастрофе вместе с родителями при попытке бегства из КНР.

## Быстрая карьера
Родился в семье видного деятеля КПК Линь Бяо, одного из руководителей НОАК, будущего маршала и министра обороны КНР. Окончил элитную школу N 4 в Пекине, поступил в Пекинский университет на факультет физики. Состоял членом КПК.
В марте 1967, в ходе Культурной революции, 21-летний Линь Лиго был направлен на руководящую службу в командование ВВС НОАК (командующим являлся сподвижник Линь Бяо генерал У Фасянь). 17 октября 1969 У Фасянь по приказу Линь Бяо назначил Линь Лиго руководителем оперативного управления штаба ВВС в звании лейтенанта. Согласно показаниям У Фасяня на суде в 1980, 24-летний Линь Лиго контролировал информационную систему ВВС и имел от отца — министра обороны — полномочия отдавать приказы.

## Участник заговора
В период «Культурной революции» Линь Бяо считался официальным преемником Мао Цзэдуна во главе КПК. Однако с 1970 года резко обострились отношения министра обороны с премьером Госсовета Чжоу Эньлаем и группировкой жены Мао Цзэдуна Цзян Цин. Наряду с борьбой за власть, существовали разногласия по внешнеполитическому курсу КНР. Линь Бяо выступал за продолжение одновременной конфронтации с СССР и США, тогда как Чжоу Эньлай предлагал примирение и сближение с США. Мао Цзэдун поддержал позицию Чжоу Эньлая. С «шанхайскими радикалами» Цзян Цин и Чжан Чуньцяо острые противоречия и взаимная ненависть порождались конкуренцией за влияние на Мао.
В октябре 1970 Линь Лиго примкнул к своему отцу в «заговоре Линь Бяо». Отчасти этому способствовали такие личные качества, как самостоятельность, неприятие «идолопоклонства» (относящегося к Мао Цзэдуну). С группой военных, в основном офицеров ВВС, он разработал призыв к вооружённому перевороту под кодовым названием «571». Документ содержал не столько конкретный план действий, сколько оппозиционную политическую декларацию с резкой критикой правящей группы за «искажения марксизма-ленинизма в личных интересах», «некомпетентность», «коррумпированность», «расправы и убийства». Выражалась уверенность в поддержке будущего выступления со стороны СССР. Эти оценки призывы, к составлению которых Линь Лиго имел прямое отношение, заходили значительно дальше, нежели претензии Линь Бяо.
Заговорщики рассматривали и вариант убийства Мао Цзэдуна при посещении им Шанхая, хотя не считали это желательным. В феврале-марте 1971 Линь Лиго провёл ряд встреч с военными функционерами.

## Гибель
Соотношение сил было таково, что успех «плана 571» был практически исключён. Скорый арест Линь Бяо и членов его семьи сделался неизбежным. В сентябре 1971 Линь Бяо, его жена Е Сюнь, Линь Лиго и их ближайшие сторонники решили бежать из Китая в Советский Союз. 13 сентября 1971 самолёт поднялся в воздух, но потерпел крушение на территории Монголии. Все находившиеся на борту погибли.
В ноябре 1980 — январе 1981 в Пекине состоялся судебный процесс над членами «контрреволюционных группировок Линь Бяо и Цзян Цин». Перед судом предстали, в частности, пять высокопоставленных военных, в том числе У Фасянь. Они дали показания, свидетельствовавшие об активном участии Линь Лиго в заговоре.

## Частная жизнь
Линь Лиго не был официально женат. Его невеста Чжан Нин, певица и танцовщица музыкального ансамбля Нанкинского военного округа, была арестована после попытки побега и гибели семьи Линь Бяо. Почти четыре года она находилась на «трудовом перевоспитании» в деревне. Освобождена в 1975 по ходатайству Чжоу Эньлая и Сюй Шию. В 1990 Чжан Нин эмигрировала в США, где занялась бизнесом.
По рассказам Чжан Нин, Линь Лиго увлекался западной рок-музыкой, особенно The Beatles. С его подачи эта музыка стала популярной в китайских ВВС.
Линь Лиго имел прозвище 老虎 — Тигр.